# Spiritual
Spiritual (lat. spiritus; duhoven), je duhovnik odgovoren za duhovno vzgojo v semenišču ali samostanu.
V preteklih obdobjih je bil spiritual lahko:
- pripadnik reda minoritov v letih od 1274 do 1317
- spovednik v katoliških ženskih samostanih
- duhovni oče; duhovnik nadzornik gojencev v semenišču